# Inverness Highlands South
Inverness Highlands South és una concentració de població designada pel cens dels Estats Units a l'estat de Florida. Segons el cens del 2000 tenia 5.781 habitants.

## Demografia
Segons el cens del 2000, Inverness Highlands South tenia 5.781 habitants, 2.557 habitatges, i 1.792 famílies. La densitat de població era de 395,8 habitants/km².
Dels 2.557 habitatges en un 21,4% hi vivien nens de menys de 18 anys, en un 58,7% hi vivien parelles casades, en un 8,5% dones solteres, i en un 29,9% no eren unitats familiars. En el 26,6% dels habitatges hi vivien persones soles el 17,1% de les quals corresponia a persones de 65 anys o més que vivien soles. El nombre mitjà de persones vivint en cada habitatge era de 2,25 i el nombre mitjà de persones que vivien en cada família era de 2,66.
Per edats la població es repartia de la següent manera: un 19,1% tenia menys de 18 anys, un 4,7% entre 18 i 24, un 21,3% entre 25 i 44, un 21,5% de 45 a 60 i un 33,4% 65 anys o més.
L'edat mediana era de 50 anys. Per cada 100 dones de 18 o més anys hi havia 84,6 homes.
La renda mediana per habitatge era de 28.289 $ i la renda mediana per família de 34.647 $. Els homes tenien una renda mediana de 27.742 $ mentre que les dones 23.097 $. La renda per capita de la població era de 19.362 $. Entorn del 6,3% de les famílies i el 9% de la població estaven per davall del llindar de pobresa.

## Poblacions més properes
El següent diagrama mostra les poblacions més properes.